# Gender Recognition Act 2004
Lire en ligne

https://www.legislation.gov.uk/ukpga/2004/7

La loi de 2004 sur la reconnaissance du genre  (Gender Recognition Act 2004) est une loi du Parlement du Royaume-Uni qui permet aux personnes souffrant de dysphorie de genre de changer leur genre légal et d'obtenir un certificat de reconnaissance de genre (Gender recgonition certificate, GRC). Cette loi est entrée en vigueur le 4 avril 2005. 
Le texte de loi a été amendé plusieurs fois, notamment pour y inclure des dispositions relatives au partenariat civil entrées en vigueur en décembre 2005 (Civil Partnership Act 2004 (en)). En 2010, la loi sur l'égalité (Equality Act 2010) a été adoptée : le  fait d'être détenteur d'un certificat de recognition de genre fait partie des «caractéristiques protégées» prévues par ce texte de loi. 
Le texte de loi sur la reconnaissance de genre ne permet qu'une reconnaissance du genre masculin ou féminin. Le genre non binaire ainsi que les autres identités de genre existantes ne sont pas reconnues légalement au Royaume-Uni.  

## Fonctionnement de la loi
La loi de 2004 sur la reconnaissance du genre permet aux personnes transgenres de demander à recevoir un certificat de reconnaissance de genre (Gender Recognition Certificate, GRC). Ce certificat de reconnaissance du genre prouve que son détenteur satisfait aux critères de reconnaissance légale du genre acquis. 
Le texte de loi sur la reconnaissance de genre ne permet qu'une reconnaissance du genre masculin ou féminin. Le genre non binaire ainsi que les autres identités de genre existantes ne sont pas reconnues légalement au Royaume-Uni.  
Les personnes dont la naissance a été enregistrée au Royaume-Uni ou à l'étranger par les autorités britanniques peuvent obtenir un certificat de naissance qui correspond à leur identité de genre et leur nouveau sexe légal.  
L'obtention d'un certificat de genre entraîne la modification des certificats de mariage ou de partenariat civil ou du mariage contractés pour y inclure le nouveau genre. Le partenaire ou conjoint est en droit de s'opposer à cette modification de la nature de leur union. Dans ce cas de figure, la personne transgenre peut demander un certificat de reconnaissance de genre provisoire (interim certificate) aux mêmes conditions que l'obtention du certificat de reconnaissance complet (full gender recognition certificate). Le certificat de reconnaissance de genre provisoire peut être utilisé dans les six mois comme motif d'annulation du mariage ou du partenariat civil, mais n'a autrement aucun statut. Après avoir obtenu le divorce ou la fin du partenariat civil, son détenteur obtient un certificat de reconnaissance de genre complet.  
Les personnes bénéficiant d'un GRC complet sont, à compter de la date d'émission, considérées aux yeux de la loi comme étant de leur genre acquis dans la plupart des situations. 
Les principales exceptions à cette reconnaissances sont les suivantes : 
- la descendance des pairies reste inchangée (important uniquement pour l'héritage par primogéniture)[3] ;
- le clergé de l'Église  anglicane dispose d'une clause de conscience qui lui permet - en cas d'objections personnelles - de ne pas marier deux personnes nées du même sexe (alors même que l'église est normalement obligée de marier deux personnes éligibles par la loi)[4] ;
- les organisations sportives sont autorisées à exclure les personnes trans de participer à des activités sportives dans la catégorie de sexe de leur nouveau genre si cela est nécessaire pour « une concurrence loyale ou la sécurité des concurrents »[5](article 19) ;
- les tribunaux sont autorisés à divulguer le statut trans d'une personne.lorsque l'infraction ne peut être commise que par une personne d'un certain sexe ou que l'infraction ne peut être commise que sur une personne d'un certain sexe (article 20)[6].

## Conditions pour l'obtention d'un certificat de reconnaissance de genre
Pour obtenir un certificat de reconnaissance de genre, les personnes doivent être âgées de 18 ans révolus, avoir reçu un diagnostic de dysphorie de genre établi au Royaume-Uni, vivre dans le genre affirmé depuis au moins deux ans (transition sociale), avoir l'intention de vivre dans ce genre jusqu'à leur mort.. 
Les personnes ayant subi une chirurgie de réassignation sexuelle et/ou ayant vécu six ans ou plus dans le genre affirmé en date du 10 septembre 2014 au Pays de Galles et en Angleterre et en date du 15 décembre 2014 en Écosse sont exemptées de l'obligation de disposer d'un diagnostic de dysphorie de genre.  
Un comité de reconnaissance du genre, composé d'experts médicaux et juridiques, examine les preuves qui lui sont soumises afin d'évaluer si les critères de délivrance d'un certificat de reconnaissance du genre sont remplis. 
La loi prévoit des dispositions pour obtenir un certificat de reconnaissance de genre si la personne dispose d'un certificat de reconnaissance de genre établi dans un autre pays.  

## Documents modifiés à la suite de l'obtention d'un certificat de reconnaissance de genre
Le nouveau genre apparaît sur les documents suivants : 
- certificat de naissance ou d'adoption établis au Royaume-Uni :
- certificat de décès ;
- acte de mariage ou de partenariat civil; mise à jour de l'acte de mariage ou du partenariat civil.

Outre ces documents, le genre affirmé peut également être modifié sur le passeport, le permis de conduire, le dossier médical, le compte bancaire, les certificats de travail. Cependant, il n'est pas nécessaire d'être détenteur d'un certificat de reconnaissance de genre pour faire modifier ces documents. Une simple demande aux autorités concernées peut suffire, excepté pour le passeport où il est nécessaire de joindre une lettre d'un médecin ou d'un conseiller médical indiquant que le changement de genre est probablement permanent. 

## Amendements

### Partenariat civil
Moins d'une année après l'entrée en vigueur de la loi sur la reconnaissance de loi, l'enregistrement de partenariat civils pour partenaires du même sexe est entré en vigueur. La loi sur la reconnaissance du genre a été amendée en conséquence. 

### Loi sur l'égalité
En 2010, la loi sur l'égalité (Equality Act 2010) a été adoptée : le  fait d'être détenteur d'un certificat de reconnaissance de genre fait partie des «caractéristiques protégées» prévues par ce texte de loi. 

### Modifications de l'acte de naissance
La loi de 2004 sur la reconnaissance du genre visait à protéger la vie privée des personnes transsexuelles en définissant les informations relatives au processus de reconnaissance du genre comme des informations protégées. Quiconque obtient ces informations à titre officiel peut enfreindre la loi s'il les divulgue sans le consentement du sujet. Cependant, au cours des sept premières années de fonctionnement, les actes de naissance tirés du registre de reconnaissance du genre se distinguaient immédiatement de ceux des personnes non transgenre : d'une part ils ne comportaient que neuf colonnes d'informations, ne comprenant pas la colonne "Signature, description et résidence de l'informateur" ; d'autre part  la mention  Copie certifiée conforme d'une inscription dans la copie certifiée conforme d'un registre des naissances dans le district susmentionné, qui figure sur les actes de naissance était remplacé par Certifié conforme d'un dossier sous la garde du registraire général. Ce n'est plus le cas depuis 2011, à la suite d'un amendement de la loi.